# Quần đảo Nam Du
Quần đảo Nam Du là một quần đảo nằm về phía đông nam đảo Phú Quốc trong vịnh Thái Lan, cách bờ biển Rạch Giá 115 km. Quần đảo nằm dưới sự quản lý của xã An Sơn và xã Nam Du thuộc huyện Kiên Hải, tỉnh Kiên Giang.

## Địa lý
Quần đảo gồm khoảng 21 đảo lớn nhỏ cấu tạo từ đá macma xâm nhập và gồm hai dãy đảo song song theo hướng bắc-nam. Đảo lớn nhất là đảo Nam Du có đỉnh cao 309 m. Quần đảo có khí hậu chí tuyến gió mùa; mùa mưa kéo dài từ tháng 4 đến tháng 10 hàng năm. Quần đảo Nam Du có cấu tạo địa chất là diệp thạch.
Quần đảo Nam Du có diện tích 9,12 km², dân số năm 2020 là 7.484 người, mật độ dân số đạt 821 người/km².
Danh sách 21 đảo thuộc quần đảo Nam Du:
Xã An Sơn
1. Đảo Nam Du (còn được gọi là Hòn Củ Tron hay Hòn Lớn) 9°40′45″B 104°21′14″Đ / 9,679244°B 104,35376°Đ
2. Hòn Tre (Nam Du) 9°44′24″B 104°21′48″Đ / 9,739954°B 104,363435°Đ
3. Hòn Nhàn 9°43′52″B 104°20′32″Đ / 9,731098°B 104,342299°Đ
4. Hòn Mốc 9°43′30″B 104°21′14″Đ / 9,725113°B 104,353757°Đ
5. Hòn Dâm 9°42′39″B 104°21′56″Đ / 9,710741°B 104,365601°Đ
6. Hòn Hàng 9°42′26″B 104°20′39″Đ / 9,70723°B 104,344187°Đ
7. Hòn Ông 9°42′10″B 104°23′07″Đ / 9,702788°B 104,385342°Đ
8. Hòn Nồm Trong 9°39′12″B 104°21′49″Đ / 9,653207°B 104,363713°Đ
9. Hòn Nồm Giữa 9°38′53″B 104°21′39″Đ / 9,648052°B 104,360881°Đ
10. Hòn Nồm Ngoài 9°38′37″B 104°21′56″Đ / 9,643684°B 104,365548°Đ
11. Hòn Khô

Xã Nam Du
1. Hòn Dầu (Hòn Trung) 9°41′10″B 104°23′27″Đ / 9,686079°B 104,39075°Đ
2. Hòn Đụng Nhỏ 9°41′05″B 104°24′17″Đ / 9,684816°B 104,404628°Đ
3. Hòn Đụng Lớn 9°40′52″B 104°24′10″Đ / 9,681146°B 104,402901°Đ
4. Hòn Bỏ Áo 9°40′42″B 104°23′11″Đ / 9,678443°B 104,386324°Đ
5. Hòn Ngang 9°40′10″B 104°24′02″Đ / 9,669332°B 104,400578°Đ
6. Hòn Bờ Đập 9°39′10″B 104°23′27″Đ / 9,652832°B 104,39075°Đ
7. Hòn Đô Nai (Đuôi Nai) 9°38′58″B 104°23′57″Đ / 9,64949°B 104,399161°Đ
8. Hòn Mấu 9°38′10″B 104°23′59″Đ / 9,636205°B 104,399762°Đ
9. Hòn Lò Lớn 9°39′45″B 104°23′28″Đ / 9,662426°B 104,391168°Đ
10. Hòn Lò Nhỏ 9°39′52″B 104°23′28″Đ / 9,664455°B 104,391222°Đ

## Hành chính
Quần đảo Nam Du có 6 ấp:
- Xã An Sơn được chia thành 3 ấp: An Cư, Bãi Ngự, Củ Tron
- Xã Nam Du được chia thành 3 ấp: An Bình, An Phú, Hòn Mấu.[5]

## Lịch sử
Hiện chưa rõ tên gọi Nam Du xuất phát từ đâu. Có nguồn cho rằng tên gọi này đã có từ thời vua Gia Long, nhưng nguồn khác lại cho rằng tên "Nam Du" là từ tên "Nam Dự" (南嶼, nghĩa là "đảo phía nam") do người Pháp ghi theo cách gọi của các cụ đồ Nho giáo thời xưa.
Trong dân gian lưu truyền các câu sau:
Hòn Mấu đâm thấu Đô Nai
Đô Nai quay sang Bờ Đập
Bờ Đập tấp lại hòn Lò
Hòn Lò mò đến hòn Ngang
Hòn Ngang tạt sang hòn Đụng
Hòn Đụng cụng vào hòn Dầu
Hòn Dầu nằm chầu Bỏ Áo
Bỏ Áo tháo ngược hòn Ông
Hòn Ông dông đến hòn Dâm
Hòn Dâm đâm thẳng hòn Tre
Hòn Tre te đến hòn Mốc
Hòn Mốc xốc lại hòn Nhàn
Hòn Nhàn tràn thẳng hòn Hàn
Hòn Hàn quàng cổ ba hòn Nồm
Hòn Nồm chồm đại lên hòn Khô
Hòn Khô vô bãi Chệt
Bãi Chệt lết lên hòn Lớn...
Năm 1822, đại sứ nước Anh John Crawfurd trên hành trình đi sứ Xiêm và Cochin China [Việt Nam] có lẽ đã ghé thăm và khám phá quần đảo Nam Du. Ngày 12, lúc 6 giờ sáng, ông gặp một quần đảo, trong đó có một đảo lớn, dài khoảng 4 dặm, có khoảng 20 đảo nhỏ bao xung quanh, tên là Hon-co-thron [hòn Củ Tron] hoặc Hon-co-tre [Hòn Cò Tre]. Tên gọi này theo ông là do tiếng An Nam hoặc Cochin China. Ông cũng lên khám phá một số đảo.